# Lateristachys
Lateristachys – rodzaj roślin należący do rodziny widłakowatych. Obejmuje od trzech do czterech gatunków. Rośliny te występują na Filipinach oraz w Australii, Nowej Zelandii i sąsiadujących z nimi wyspach Oceanii.

## Morfologia
Główne pędy sporofitów rozgałęziają się dychotomicznie w płaszczyźnie bocznej i znajdują się pod ziemią. Pędy wyrastające nad powierzchnię ziemi płożą się lub podnoszą. Kłosy zarodnionośne są siedzące lub powstają na krótkich odgałęzieniach bocznych, dalej rosnących pędów wegetatywnych. Kłosy zarodnionośne są prosto wzniesione. Kulistawe zarodnie są niemal zamknięte w korze osi kłosa i przez błoniaste nasady sporofili.

## Systematyka
Pierwotnie rośliny tu zaliczane, jak wszystkie współczesne widłakowate, włączane były do jednego rodzaju – widłak Lycopodium. W 1964 Josef Holub wyodrębnił z niego zaliczane tu rośliny do rodzaju widłaczek Lycopodiella, a w 1983 zaproponował wyłączenie ich w rodzaj Lateristachys. Widłaki te jednak zaliczano zwykle do sekcji Lateristachys (Holub) B.0llgaard w obrębie rodzaju Lycopodiella. W systemie PPG I z 2016 roku uznano Lateristachys za odrębny rodzaj jako jeden z czterech w ramach podrodziny Lycopodielloideae W.H.Wagner & Beitel ex B.Øllg., 2015 (w całości odpowiadającej rodzajowi Lycopodiella w jego szerokiemu ujęciu).
Wykaz gatunków
- Lateristachys diffusa (R.Br.) Holub
- Lateristachys halconensis (Copel.) Holub
- Lateristachys lateralis (R.Br.) Holub